# Alliansen för direktdemokrati i Europa
Alliansen för direktdemokrati i Europa, förkortat ADDE, var ett europeiskt parti grundat 2014. Det bestod av partier från partigruppen EFDD i europaparlamentet (EP). Det dominerande partiet i ADDE var UK Independence Party (UKIP). År 2015 erkändes ADDE av europaparlamentet och blev berättigat till bidrag på €1241725, samt ytterligare €730,053 för den anknutna stiftelsen Initiative for Direct Democracy.

## Medlemspartier
| Land           | Parti                         | Europeiska MP | Nationella parlamentsledamöter |
| -------------- | ----------------------------- | ------------- | ------------------------------ |
| Belgien        | Parti Populaire               | 0 / 22        | 1 / 150                        |
| Bulgarien      | Slavi Binev (PROUD)           | 1 / 17        | 1 / 650                        |
| Frankrike      | Debout la France              | 0 / 72        | 2 / 577                        |
| Frankrike      | Joëlle Bergeron (independent) | 1 / 72        | 0 / 577                        |
| Litauen        | Ordning och rättvisa          | 1 / 12        | 11 / 141                       |
| Polen          | Robert Iwaszkiewicz (Liberty) | 1 / 51        | 0 / 460                        |
| Storbritannien | UK Independence Party         | 16 / 73       | 0 / 650                        |
| Sverige        | Sverigedemokraterna           | 2 / 22        | 47 / 349                       |
| Tjeckien       | Strana svobodných občanů      | 1 / 21        | 0 / 200                        |
| Tyskland       | Beatrix von Storch (AfD)      | 1 / 99        | 0 / 631                        |